# Ilex ficifolia
Ilex ficifolia är en järneksväxtart som beskrevs av Chang Jiang Tseng, S.K. Chen och Y.X. Feng. Ilex ficifolia ingår i släktet järnekar, och familjen järneksväxter. Inga underarter finns listade i Catalogue of Life.